# روز جهانی زنان روستایی
۱۵ اکتبر برابر با ۲۳ مهر روز بین‌المللی زنان روستایی یا روز جهانی زنان روستایی نام‌گذاری شده‌است. 

این زنان که یک چهارم جمعیت جهان را تشکیل می‌دهند، نقش مهمی درسرپرستی از خانواده‌های خود بر عهده دارند.
پیام اصلی روز جهانی زنان روستایی حمایت از زنان روستایی یکی از بهترین راه‌های بدست آوردن دسترسی پایدار به منابع غذایی و مبارزه با فقر اعلام شده است. 
منتقدان در ایران می‌گویند که این روز زیر سایه برنامه‌های سیاسی قرار گرفته و به فراموشی سپرده شده‌است. 